# Olympische Sommerspiele 1952/Teilnehmer (Schweden)
| Gelbes Symbol für Goldmedaillen mit stilisierten Olympischen Ringen | Graues Symbol für Silbermedaillen mit stilisierten Olympischen Ringen | Braundes Symbol für Bronzemedaillen mit stilisierten Olympischen Ringen |
| ------------------------------------------------------------------- | --------------------------------------------------------------------- | ----------------------------------------------------------------------- |
| 12                                                                  | 13                                                                    | 10                                                                      |

Schweden nahm an den Olympischen Sommerspielen 1952 in Helsinki mit einer Delegation von 206 Athleten (183 Männer und 23 Frauen) an 124 Wettkämpfen in 17 Sportarten teil.

## Teilnehmer nach Sportarten

### Boxen
Männer
- Sören Danielsson
- Harry Gunnarsson
- Ingemar Johansson
Silber  Schwergewicht
- Roland Johansson
- Stig Sjölin
Bronze  Mittelgewicht
- Rolf Storm
- Åke Wärnström

### Fechten
Männer
- Per Carleson
Silber  Degen Mannschaft
- Bo Eriksson
- Sven Fahlman
Silber  Degen Mannschaft
- Carl Forssell
Silber  Degen Mannschaft
- Bengt Ljungquist
Silber  Degen Mannschaft
- Lennart Magnusson
Silber  Degen Mannschaft
- Rolf Magnusson
- Henry Nordin
- Berndt-Otto Rehbinder
Silber  Degen Mannschaft
- Nils Rydström

### Fußball
Männer
- Bronze
- Olle Åhlund
- Sylve Bengtsson
- Yngve Brodd
- Bengt Gustavsson
- Holger Hansson
- Gösta Lindh
- Gösta Löfgren
- Erik Nilsson
- Ingvar Rydell
- Lennart Samuelsson
- Gösta Sandberg
- Karl Svensson

### Gewichtheben
Männer
- Arvid Andersson
- Lage Andersson
- Einar Eriksson
- Åke Hedberg
- Nils Jacobsson
- Börje Jeppson
- Sigvard Kinnunen

### Kanu
| Männer - Gunnar Åkerlund Silber Kajak-Zweier 10.000 m - Ingemar Andersson - Bengt Backlund - Rune Blomqvist - Gert Fredriksson Gold Kajak-Einer 1000 m Silber Kajak-Einer 10.000 m - Lars Glassér Silber Kajak-Zweier 1000 m - Ingemar Hedberg Silber Kajak-Zweier 1000 m - Harry Lindbäck - Hans Wetterström Silber Kajak-Zweier 10.000 m | Frauen - Anna-Lisa Ohlsson |

### Leichtathletik
| Männer - Olle Åberg - Arne Åhman - Bertil Albertsson - Åke Andersson - Otto Bengtsson - Per-Arne Berglund - Arne Börjesson - Gösta Brännström - Tage Ekfeldt - Ingvar Ericsson - Ragnar Ericzon - Sven-Olov Eriksson - Lars Hindmar - Karl-Erik Israelsson - Gustaf Jansson Bronze Marathon - Bertil Karlsson - Sture Landqvist - Rune Larsson - Lennart Lind - John Ljunggren - Arne Ljungqvist - Ragnar Lundberg Bronze Stabhochsprung - John Mikaelsson Gold 10.000 m Gehen - Eric Nilsson - Roland Nilsson - Roger Norman - Henry Norrström - Valter Nyström - Gustav Östling - Hans Ring - Curt Söderberg - Åke Söderlund - Gösta Svensson - Kjell Tånnander - Gunnar Tjörnebo - Göran Widenfelt - Lars-Erik Wolfbrandt - Lars Ylander | Frauen - Anna-Lisa Augustsson - Solveig Ericsson - Agneta Hannerz - Gunhild Larking - Greta Magnusson - Eivor Olson - Nell Sjöström |

### Moderner Fünfkampf
Männer
- Claes Egnell
Silber  Mannschaft
- Lars Hall
Gold  Einzel
Silber  Mannschaft
- Torsten Lindqvist
Silber  Mannschaft

### Radsport
Männer
- Stig Andersson
- Allan Carlsson
- Bengt Fröbom
- Arne Johansson
- Yngve Lundh
- Stig Mårtensson
- Owe Nordqvist
- Lars Nordwall

### Reiten
- Hans von Blixen-Finecke junior
Gold  Vielseitigkeitsreiten Einzel
Gold  Vielseitigkeitsreiten Mannschaft
- Gustaf Adolf Boltenstern junior
Gold  Dressur Mannschaft
- Folke Frölén
Gold  Vielseitigkeitsreiten Mannschaft
- Carl-Jan Hamilton
- Börje Jeppson
- Gunnar Palm
- Gehnäll Persson
Gold  Dressur Mannschaft
- Henri Saint Cyr
Gold  Dressur Einzel
Gold  Dressur Mannschaft
- Olof Stahre
Gold  Vielseitigkeitsreiten Mannschaft

### Ringen
Männer
- Olle Anderberg
Gold  Leichtgewicht Freistil
- Gösta Andersson
Silber  Weltergewicht griechisch-römisch
- Bertil Antonsson
Silber  Schwergewicht Freistil
- Per Berlin
Silber  Weltergewicht Freistil
- Bengt Fahlkvist
- Gustav Freij
Silber  Leichtgewicht griechisch-römisch
- Axel Grönberg
Gold  Mittelgewicht griechisch-römisch
- Gunnar Håkansson
- Henry Holmberg
- Bengt Johansson
- Rolf Johansson
- Bengt Lindblad
- Karl-Erik Nilsson
Bronze  Halbschwergewicht griechisch-römisch
- Viking Palm
Gold  Halbschwergewicht Freistil
- Hubert Persson
- Edvin Vesterby

### Rudern
Männer
- Gösta Adamsson
- Lennart Andersson
- Rune Andersson
- Sture Baatz
- Thore Börjesson
- Curt Brunnqvist
- Ragnar Ek
- Evert Gunnarsson
- Tore Johansson
- Lars-Erik Larsson
- John Niklasson
- Ove Nilsson
- Frank Olsson
- Ivan Simonsson
- Ingemar Svensson
- Bernt Torberntsson

### Schießen
- Uno Berg
- Holger Erbén
- Walther Fröstell
- Knut Holmqvist
Silber  Trap
- Thorleif Kockgård
- Hans Liljedahl
Bronze  Trap
- Hugo Lundkvist
- Gösta Pihl
- Olof Sköldberg
Silber  Laufende Scheibe Einzel- und Doppelschuss
- Torsten Ullman

### Schwimmen
| Männer - Olle Johansson - Göran Larsson Bronze 100 m Freistil - Rolf Olander - Per-Olof Östrand Bronze 400 m Freistil - Bengt Rask - Lars Svantesson | Frauen - Anita Andersson - Maud Berglund - Ulla-Britt Eklund - Ingegärd Fredin - Marianne Lundquist - Margareta Westeson |

### Segeln
- Erland Almkvist
Silber  Drachen
- Karl-Robert Ameln
- Sidney Boldt-Christmas
Silber  Drachen
- Börje Carlsson
- Per Gedda
Silber  Drachen
- Martin Hindorff
- Torsten Lord
- Lars Lundström
- Bengt Melin
- Carl-Erik Ohlson
Bronze  5,5-m-Klasse
- Sven Salén
- Rickard Sarby
Bronze  Finn-Dinghy
- Folke Wassén
Bronze  5,5-m-Klasse
- Magnus Wassén
Bronze  5,5-m-Klasse

### Turnen
| Männer - Arne Carlsson - Anders Lindh - Erich Peters - Nils Sjöberg - Börje Stattin - William Thoresson Gold Boden - Kurt Wigartz | Frauen - Gold Geräteturnen Mannschaft - Evy Berggren - Vanja Blomberg - Karin Lindberg - Hjördis Nordin - Göta Pettersson - Ann-Sofi Pettersson-Colling - Gun Röring - Ingrid Sandahl |

### Wasserball
Männer
- 9. Platz
- Hans Hellbrand
- Erik Holm
- Stig Johansson
- Åke Julin
- Arne Jutner
- Rune Källqvist
- Bo Larsson
- Roland Spångberg

### Wasserspringen
| Männer - Gunnar Johansson - Frank Landqvist - Toivo Öhman | Frauen - Anna-Stina Wahlberg-Baidinger |